# 軍事切手

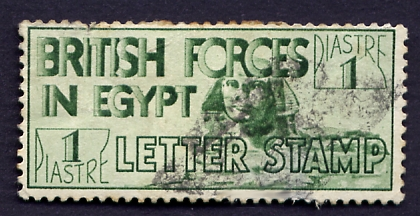
イギリス軍が第二次世界大戦中にエジプトで使用した軍事切手

軍事切手(ぐんじきって、英語:Military stamp)とは、軍が運用･管理している軍事郵便に使用される切手のことである。
軍用切手と呼称される場合もある。

## 概要
軍事切手とは、軍人が郵便物を差し立てる際、差出通数の管理などを目的に貼り付けさせる切手であった。
第二次世界大戦までは､世界各国の軍隊が使用するための軍事切手が発行されていた。日本を含め、この制度の対象とされたのは下士官兵である場合が多く、将校については通数を問わず有料とされた。
現在も国連平和維持軍などで軍事郵便が存在しているが、スタンプレス化が進んだことと、手紙に代わる通信手段が発達したこともあり（最たるものが衛星インターネット通信である）、現在では軍事切手が発行されることはほぼなくなり、過去のものとなった。
ただし、1995年8月1日に中華人民共和国が「義務兵郵票」と呼称する切手を発行した。これは中国人民解放軍瀋陽軍区の義務兵に無料配布（当時の中国国内の封書基本料20分の額面表示あり）されたものであった。
また、一般に販売されなかったが、大量に一般に流出（日本も含め国外にも）したため、翌年に使用停止され廃止になった事例がある。

## 日本の軍事切手

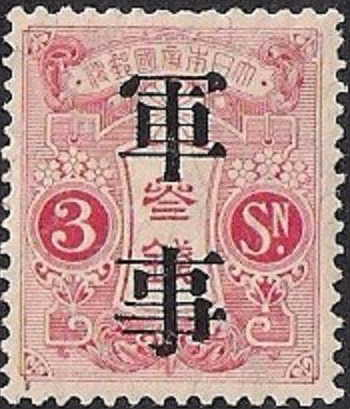
日本の軍事切手（1914年）

日本の場合、20世紀初頭に中国や朝鮮半島、関東州や南洋諸島に駐留していた大日本帝国陸海軍の下士官兵士に、月2枚支給されていた。封書で使用されるのが原則であり、重量便は取り扱わないことになっていたが、実際には、そのような使用例が存在する。
切手自体は、当時の普通切手に「軍事」の文字を加刷したものである。1910年から1944年まで使用され、収集家は台切手と加刷された文字の形式をもとに6種に分類している。

### 青島軍事切手
上記以外に、1921年に中華民国山東省青島で、正規の軍事切手の配給が間に合わず、現地郵便局(当時日本をはじめとする列強は、中国国内に郵便局を権益として保有していた)が手持ちの切手へ逓信省に無断で加刷し製造した「青島軍事切手」がある。
この加刷は大変粗末なものであり、偽造品が多く長い間正規な切手とみなされない場合もあった。また、現存数が少ないため大変高価で実際に使用されたことが確認できる郵便物（エンタイヤ）は、切手収集家から特に珍重されている。